# بطولة آسيا للدراجات الجبلية 2019
أقيمت بطولة آسيا للدراجات الجبلية 2019 على مرحلتين بحيث جرت منافسات اختراق الضاحية والمنحدرات في الفترة ما بين يومي 25-28 يوليو (تموز) 2019 في بلدة كفردبيان في لبنان، ثُم استؤنفت الجولات الإقصائية لمنافسات اختراق الضاحية في البطولة في 27 أكتوبر (تشرين الأول) 2019 في مدينة جاكرتا في إندونيسيا.

## النتائج

### منافسات اختراق الضاحية
| المنافسات                  | ذهبية                                                                       | فضية                                                                                                   | برونزية                                                                                                |
| منافسات الرجال             | الصين ما هاو                                                                | اليابان كوهاي ياماموتو                                                                                 | الصين ليو شيانجينغ                                                                                     |
| منافسات الرجال تحت 23 سنة  | أوزبكستان تميرلان مخمديانوف                                                 | إيران علي ظهرابزادة                                                                                    | كوريا الجنوبية مينو كيم                                                                                |
| منافسات الرجال الناشئين    | اليابان إساي ماتسوموتو                                                      | اليابان سوهاي ياماغوتشي                                                                                | الصين هونغ هانغ                                                                                        |
| منافسات السيدات            | الصين ياو بيانوا                                                            | الصين ياو بينغ                                                                                         | الصين لي هونغفينغ                                                                                      |
| منافسات السيدات تحت 23 سنة | اليابان رينا ماتسوموتو                                                      | تايلاند ناتالي بانياوان                                                                                | اليابان أورارا كاواغوتشي                                                                               |
| منافسات السيدات الناشئات   | الصين وو زيفان                                                              | اليابان أكاري كوباياشي                                                                                 | تايلاند يونثانان فونكلا                                                                                |
| سباق التتابع المختلط       | الصين · * يوان جينواي · * لي هونغفينغ · * يو زيفان · * هونغ هانغ · * ما هاو | اليابان · * إساي ماتسوموتو · * رينا ماتسوموتو · * آري هاراباياشي · * أكاري كوباياشي · * كوهاي ياماموتو | إيران · * فارزاد خوداياري · * علي لبيب شتوربان · * مهسا مافيز · * فاراناك بارتوازار · * علي زهرابازادة |

### منافسات الدراجات الجبلية عبر البلاد
| المنافسات      | ذهبية                       | فضية                    | برونزية                     |
| منافسات الرجال | سنغافورة رياض حكيم بن لقمان | إندونيسيا زاينال فاناني | تايلاند فونسيري سيريمونغكون |

### سباقات المنحدرات
| المنافسات       | ذهبية                    | فضية                           | برونزية                         |
| منافسات الرجال  | تايلاند ميثاسيت بوناساني | إيران حسين زنجانيان            | تايبيه الصينية تشيانغ شينغ شان  |
| منافسات السيدات | تايلاند فيبافي ديكاباليس | تايلاند تشاتكامنويد سيرافاتسون | إندونيسيا تيارا أنديني براستيكا |

## روابط خارجية
- الاتحاد الدولي للدراجات (Union Cycliste Internationale)
- الرابطة الدولية لركوب الدراجات الجبلية